# Élégie (Fauré)
Élégie (Elegía), Op. 24, fue escrita por el compositor francés Gabriel Fauré en 1880, y publicada e interpretada por primera vez ante el público en 1883. Originalmente para violonchelo y piano, la pieza fue orquestada más tarde por Fauré. La obra, en do menor, comienza de forma triste y sombría que culmina con una intensa y trepidante sección central, y regresa al tema elegíaco del comienzo. 

## Composición
En 1880, después de haber completado su Cuarteto para piano n.º 1, Fauré comenzó a trabajar en una sonata para violonchelo. Solía comenzar componiendo el movimiento lento de una obra, y así lo hizo para la nueva sonata.  El movimiento completo probablemente fue estrenado en el salón de Camille Saint-Saëns en junio de 1880. Este movimiento, al igual que el cuarteto, está en la tonalidad de do menor. No se sabe si el resto de la sonata habría estado en esta tonalidad: Fauré nunca la completó, y en enero de 1883 el movimiento lento fue publicado como un pieza separada bajo el título Élégie.
El estreno de la obra en virtud de su nuevo título tuvo lugar en la Société Nationale de Musique en diciembre de 1883 por el compositor y el violonchelista Jules Loeb, a quien la pieza está dedicada. Fue un gran éxito desde el principio, y el director Édouard Colonne le pidió a Fauré una versión para violonchelo y orquesta. Fauré accedió, y dicha versión se estrenó en la Société Nationale en abril de 1901, con Pablo Casals como solista y el compositor a la batuta.

## Estructura musical
La pieza sigue la forma AABA CC trans D AC'C' coda, en la que el material musical del principio vuelve a cerrar la pieza después de un contraste en la sección media. La melodía inicial es sombría y . El violonchelo lleva el material temático principal, con el piano de proporcionando un acompañamiento armónicamente variado. La sección central en modo mayor del piano introduce el tema melódico antes de pasárselo al violonchelo. El centro de la sección termina con un contundente pasaje en el que el piano y el violonchelo intercambian vehementes temas. La dinámica sigue siendo fuerte cuando se repite la primera sección, pero pronto da paso al comienzo tranquilo y sombrío. El tema de apertura repetido coincide con algunas de las características rítmicas de la sección media. El trabajo termina con una atmósfera de calma.
La versión orquestal de la obra requiere dos flautas, dos oboes, dos clarinetes, dos fagotes, cuatro trompas y cuerdas para acompañar al violonchelista.
El especialista en Fauré Jean-Michel Nectoux escribe que la Élégie  fue una de las últimas obras en las que el compositor se permitió «tal expresión directa de pathos». Nectoux considera la pieza como «una de las últimas manifestaciones del romanticismo francés. A partir de entonces la música de Fauré se volvería más introvertida y discreta».